# Соуза да Силва, Габриэл
Габриэ́л Со́уза да Си́лва (порт. Gabriel Souza da Silva; родился 5 января 2005, Рио-де-Жанейро), также известный как просто Габриэ́л или Же Бе (порт. GB) — бразильский футболист, нападающий клуба «Васко да Гама».

## Клубная карьера
Уроженец Рио-де-Жанейро, Габриэл начал футбольную карьеру в футзальном клубе «Ривер де Пьедади», откуда в возрасте девяти лет перешёл в академию клуба «Васко да Гама». В 2021 году подписал с клубом профессиональный контракт. 20 января 2023 года дебютировал в основном составе «Васко да Гамы» в матче Чемпионата Кариока против «Аудакс Рио». 28 июля 2024 года дебютировал в бразильской Серии A в матче против «Гремио». 3 августа 2024 года забил свой первый гол за клуб в матче против «Ред Булл Брагантино».